# Adam Wodnicki
Adam Wodnicki, né le 25 décembre 1930 à Janów Lubelski (Pologne) et mort le 9 juin 2020, est un enseignant-chercheur polonais, traducteur d'ouvrages littéraires français en polonais.

## Biographie
Adam Wodnicki prend part, encore adolescent, à la Résistance dans les rangs des Szare Szeregi, issus du scoutisme, durant la seconde Guerre mondiale dans la région de Lublin.
Il effectue après la guerre ses études à l'Académie des beaux-arts de Cracovie. Il participe à la création et à la direction du bimensuel artistique et littéraire Zebra. À partir de 1967, il enseigne à l'Académie des beaux-arts de Cracovie, où il exerce notamment les charges de doyen de la faculté de design industriel, puis de vice-recteur.
Il compte parmi les membres-fondateurs de Cap à l'Est , festival européen de poésie, théâtre et musique qui se déroule chaque année en Slovaquie (Bratislava, Banská Štiavnica, Zvolen, etc.)
Il est membre du comité de rédaction de la maison d'édition Austeria de Cracovie.
Il a été professeur invité à l'École supérieure des beaux-arts de Toulouse et est intervenu au Collège international des traducteurs littéraires d'Arles.
Adam Wodnicki habite à Cracovie ; son épouse, Maria Ledkiewicz-Wodnicka, est sculpteur, spécialisée dans les sculptures monumentales en céramique.

## Traductions éditées
- Saint-John Perse : Poematy epickie 1924-1973. (Wygnanie, Deszcze, Śniegi, Poemat dla Cudzoziemki, Wichry, Amers, Kronika, Śpiewane dla tej, która tu była, Pieśń na zrównanie dnia z nocą) ; Oficyna Literacka, Cracovie, 1992
- Saint-John Perse : Anabaza, Wygnanie, Susza (Anabase, Exil, Sécheresse). Austeria, Cracovie, 2006
- Yves Bonnefoy : Poezje zebrane 1945-1995. (Recueils : O ruchu i martwocie Douve, Wczoraj królując pustyni, Nabożność, Kamień zapisany, Ułuda progu, To, co było bez światła, Winogrona Zeuxisa, Jeszcze raz winogrona Zeuxisa, Ostatnie winogrona Zeuxisa, Z wiatru i dymu). Wydawnictwo A+D, Cracovie, 1996
- Julien Gracq : Bliskie wody (Les Eaux étroites). Austeria, Cracovie, 2008
- Julien Gracq : Brzegi Syrtów (Le Rivage des Syrtes). Austeria, Cracovie, 2008
- Amadou Lamine Sall : Dzikie źródło (Les Veines sauvages). Poezje. Wydawnictwo IF, Cracovie, 2003
- Patrick Roegiers : Artysta, służąca i uczony (L'Artiste, la Servante et le Savant. Deux monologues). Austeria, Cracovie, 2006  (ISBN 978-83-8912-939-0)
- Edmond Jabès : Księga Pytań : I. Księga Pytań, II. Księga Jukiela, III. Powrót do Księgi, IV. Jael, V. Elja, VI. Aeli, VII. El, albo ostatnia Księga. Austeria, Cracovie, 2002-2006
- Edmond Jabès : Z pustyni do Księgi (Du désert au livre - entretiens avec Marcel Cohen). Austeria, Cracovie, 2005
- Edmond Jabès : Księga Granic : Mała księga dywersji poza podejrzeniem (Le petit livre de la subversion hors du soupçon), Księga dialogu (Le Livre du dialogue), Przebieg (Le Parcours), Księga Podziału (Le Livre du Partage), Austeria, Cracovie, 2010
- Simone Weil : Wenecja ocalona (Venise sauvée). Austeria, Cracovie, 2005

## Œuvre personnelle (hors publications scientifiques)
- Notatki z Prowansji (Notes de Provence), Austeria, 2011,  (ISBN 978-83-61978-57-2)
- Obrazki z krainy d’Oc (Images de la terre d'Oc), Austeria, 2012  (ISBN 978-83-61978-23-7)
- Arelate. Obrazki z niemiejsca (Arelate, photos de nulle part), Austeria, 2013  (ISBN 978-83-7866-096-5)
- Tryptyk oksytański (Triptyque occitan), Austeria, 2014.  (ISBN 978-83-7866-184-9)
- Anamnezy (Réminiscences), Austeria, 2015.  (ISBN 978-83-7866-129-0)

## Prix et récompenses
- Il a été à deux reprises lauréat du Prix du ministère polonais de la Culture et des Arts en 1977 et en 1983.
- 1995 : prix du magazine Literatura na Świecie pour ses traductions de Saint-John Perse
- 1997 : prix du magazine Literatura na Świecie pour ses traductions d'Yves Bonnefoy
- 1998 : prix de la société des auteurs ZAiKS pour ses traductions de la poésie française.
- 2013 : prix du livre de Cracovie en décembre 2013 pour Arelate. Obrazki z niemiejsca (Arelate, photos de nulle part)[3]